# Gaudioso (vescovo di Roselle)
Gaudioso (seconda metà del VII secolo – dopo il 715) è stato un vescovo italiano.

## Biografia
Gaudioso è il quinto vescovo di Roselle nelle cronotassi ufficiali della diocesi, posto dopo Valeriano, presule rosellano nel 680.
Il 20 giugno 715, il vescovo fu chiamato a prendere parte in qualità di testimone ad una vertenza per risolevere una disputa intercorsa tra la diocesi di Arezzo e la diocesi di Siena. Gaudioso affermò di avere consacrato fonti battesimali e altari su richiesta dei vescovi aretini, così come di essersi occupato dell'ordinazione di diaconi e presbiteri nei periodi in cui la diocesi di Arezzo era sede vacante. Il documento riporta la firma «Gaudiosus Episcopus de Rosellas» e anche quella del suo collaboratore, il chierico Trabone, «Trabonus clericus de fines Rosellanus».
Gaudioso fu l'ultimo dei vescovi di Roselle documentati di età longobarda. Per oltre un secolo non si avranno più notizie di eventuali titolari della cattedra rosellana, fino a Rauperto nell'826.